# Герб Мекленбургу-Передньої Померанії

Малий державний герб землі Мекленбург-Передня Померанія

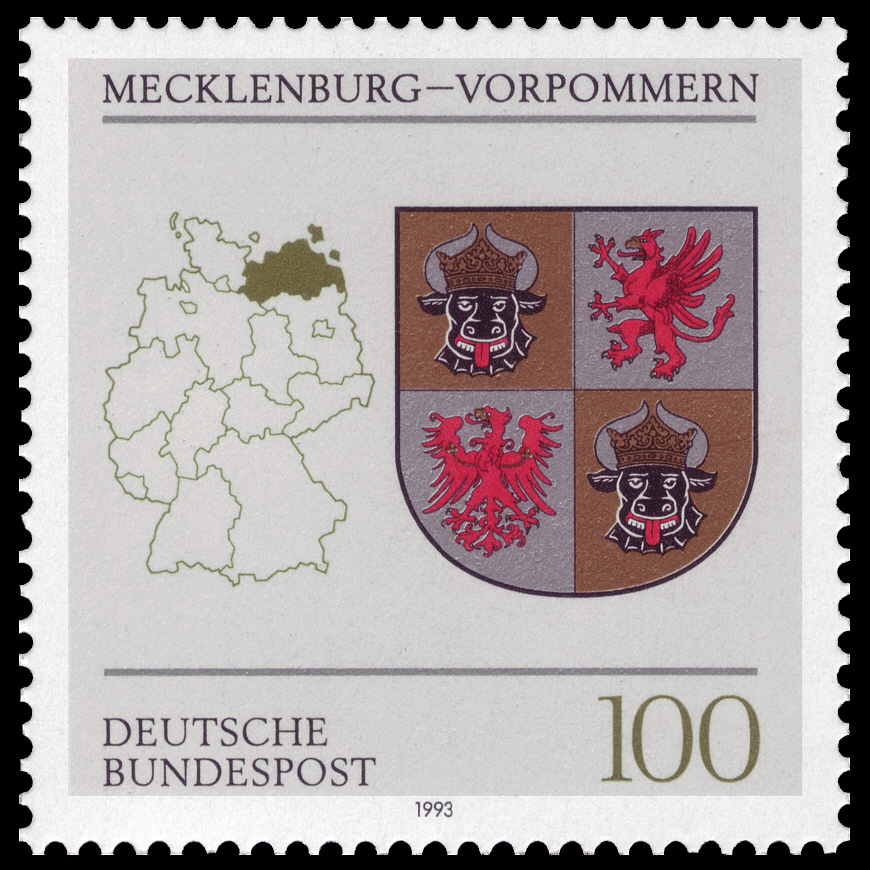
Поштова марка — серія гербів земель Федеративної Республіки Німеччина

Герб землі Мекленбург-Передня Померанія — державний герб німецької землі Мекленбург-Передня Померанія. У державному гербі частини землі Мекленбург-Шверін, Мекленбург-Штреліц, Померанія та Бранденбург символізуються відповідними геральдичними тваринами.

## Версії
Існує в двох варіантах. Герб великого державного герба: почетвертований; поле 1 і 4: у золоті чорна голова бика, увінчана золотою короною, із роззявленою пащею, срібними зубами, висолопленим червоним язиком, шерстю на шиї, розірваною на сім кінців, і срібними рогами; поле 2: у сріблі прямостоячий червоний грифон із золотим озброєнням; поле 3: у сріблі червоний орел з золотим озброєнням із золотими стеблами конюшини на крилах.
Опис малого державного герба: розсічений, у першому золотому полі увінчана золотою короною чорна голова бика, увінчана золотою короною, із роззявленою пащею, срібними зубами, висолопленим червоним язиком, шерстю на шиї, розірваною на сім кінців, і срібними рогами, у другому срібному — прямостоячий червоний грифон із золотим озброєнням.
Великий почетвертований герб використовується парламентом і вищими державними органами влади, малий розсічений герб — іншими державними органами.

## Геральдичні тварини
Мекленбурзькі князі спочатку вживали на своїй печатці грифона, але з 1219 року вони використовували голову бика. Спочатку, ймовірно, це була голова зубра, але з тих пір він був родинним гербом Мекленбургів майже постійно, переживши династичні поділи, останній на Мекленбург-Шверін і Мекленбург-Штреліц (до 1934 року). Два бики на сьогоднішньому гербі вказують на ці дві держави.
Грифон означає Західну Померанію. З 1880 року щит грифона був гербом прусської провінції Померанія.
Червоний бранденбурзький орел на срібному тлі символізує частини Уккер-марки, які належать державі, і вказує на багатовіковий зв'язок між Померанією та Бранденбургом.

Голова бика Мекленбургу
Грифон Померанії
Орел Бранденбургу

## Розповідь
Земля Мекленбург-Передня Померанія була створена після Другої світової війни на підставі наказу радянської військової адміністрації в Німеччині від 9 липня 1945 року. У 1947 році військовий уряд зазначив, що в наказі йдеться лише про «адміністративний район Мекленбург»; Тому доповнення «Західна Померанія» є неприйнятним. У тому ж році парламент землі прийняв державу конституцію, в якій були встановлені кольори землі Мекленбург (синьо-жовто-червоний), але не державний герб.
З 1921 року Мекленбург-Стреліц використовував герб, який «показував вежу Штаргардерського замку, голову мекленбурзького зубра та хрест Рацебург на синьо-жовто-червоному щиті». З того ж року Мекленбург-Шверін використовував герб, який складався з «головного щита, розділеного один раз і поділеного на дві частини, із серцевим щитом, розміщеним на вершині», і в шести полях головного щита показував таке:
1. в золотому полі чорна голова бика з хутром на шиї (Мекленбург),
2. у синьому полі золотий грифон (ганзейське місто Росток),
3. угорі в синьому полі золотий грифон, внизу — зелене поле в срібній рамці (Шверінське князівство),
4. у червоному полі срібний хрест (Рацебурзьке князівство),
5. у червоному срібна жіноча рука (Штаргардське володарство),
6. в золотому полі чорна голова бика без хутра на шиї (Верлеське володарство),
7. Серцевий щит: пересічено на червоне ізолоте полеу (Шверінське графство).[4]

Після приєднання до землі Західної Померанії почалися пошуки нового герба. Показаний грифон походить з герба Ростока. Прем'єр-міністр Вільгельм Гьоккер особисто був дуже відданий модернізації. Перший проєкт, який він представив меру Штральзунда Отто Кортюму в 1945 році, показував «по діагоналі над головою зубра з мекленбурзькими кольорами, по діагоналі під грифоном з синьо-білими». Кортюм відхилив проєкт зі словами «ви з коров'ячою головою зверху, а ми знизу…».
30 вересня 1948 року земельний парламент у Шверіні обговорював «закон про державний герб землі Мекленбург (…)» (друкований матеріал № 222). Гьокер повідомив про зусилля уряду землі під час консультації. Пізніше художників Мекленбургу кілька разів просили надати проєкти, але всі, крім двох, були відхилені. Проте представлений разом із друкованим матеріалом проект також не переконав Гьоккера. На ньому герб Шверіна був розширений основою щита, на якій срібним кольором був вирізаний червоний померанський грифон. Проєкт було передано на розгляд комітету; його більше не подавали до парламенту землі.
Малий герб, який округи використовували на своїх офіційних печатках, показував голову мекленбурзького бика згідно з оголошенням від 18 лютого 1948 року, а міста використовували свої герби. Великий державний герб не використовувався. У 1952 році земля Мекленбург була розділена на три округи.
Після возз'єднання Німеччини в 1990 році були встановлені описані вище герби.

Історичний герб Мекленбургу-Шверіна
Історичний герб Мекленбург-Стріліца
Історичний герб Вільної держави Мекленбург-Шверін, а з 1934 року - землі Мекленбургу
Печатка землі Мекленбургу у НДР (1948–1952)